# تاريخ الاقتصاد الإسلامي
بين القرنين التاسع والرابع عشر، طور العالم الإسلامي العديد من المفاهيم والتقنيات والاستخدامات الاقتصادية المتقدمة. وتراوحت هذه المجالات بين الإنتاج والاستثمار والتمويل والتنمية الاقتصادية والضرائب واستخدام الممتلكات مثل الحوالة: وهو نظام مبكر غير رسمي لنقل القيمة، والأصول الإسلامية المعروفة باسم الوقف، وأنظمة العقود التي يعتمد عليها التجار، والعملة المشتركة المتداولة على نطاق واسع، والشيكات، والسندات الإذنية، والعقود المبكرة، والكمبيالات، وأشكال الشراكة التجارية مثل المفاوضة.
تتضمن المفاهيم الإسلامية المحددة المتعلقة بالمال، والممتلكات، والضرائب، والصدقات، والأركان الخمسة ما يلي:
- الزكاة (فرض الضرائب على سلع معينة، مثل الحصاد، لتخصيص هذه الضرائب لتوسيع تلك السلع، كما تم تعريفها صراحة، مثل مساعدة المحتاجين) ؛
- الغرر ("منع الصدفة ... أي وجود أي عنصر من عناصر الشك في العقد (الذي يستبعد ليس فقط التأمين ولكن أيضًا إقراض المال دون المشاركة في المخاطر)؛ و
- الربا ("كل نوع من أنواع الإفراط أو التفاوت غير المبرر بين الأشياء المتبادلة أو القيم المضادة"[1]).

هذه المفاهيم، مثل غيرها في الشريعة الإسلامية والفقه، جاءت من "الوصفات والحكايات والأمثلة وأقوال النبي، كلها جُمعت ونظمها المفسرون وفقًا لمنهج استقرائي مجادل". في بعض الأحيان تم استخدام مصادر أخرى مثل العرف أو العقل أو الإجماع. بالإضافة إلى ذلك، فقد طورت الشريعة الإسلامية مجالات قانونية تتوافق مع القوانين العلمانية المتعلقة بالعقود والأضرار.
يعتمد علماء الإسلام المعاصرون بشكل كبير على الآراء الكلاسيكية. نشأ الاقتصاد الإسلامي الحديث في أربعينيات القرن العشرين. اعتبارًا من عام 2004، تم إنشاء البنوك الإسلامية في أكثر من ثماني دول، وتم حظر الفائدة والربا في ثلاث دول إسلامية فقط: باكستان وإيران والسودان؛ ويبدو أن السودان قد أزالته بعد الانقلاب.

## المؤسسات القانونية

### وكالة الحوالة
الحوالة، وهو نظام مبكر غير رسمي لنقل القيمة [الإنجليزية]، له أصوله في الشريعة الإسلامية الكلاسيكية، وتم ذكره في نصوص الفقه الإسلامي منذ وقت مبكر من القرن الثامن. وقد أثرت الحوالة نفسها في وقت لاحق على تطور قوانين الوكالة [الإنجليزية] في القانون العام والقوانين المدنية مثل الحوالة في القانون الفرنسي [الإنجليزية] والحوالة في القانون الإيطالي. كانت كلمتي aval و Cavallo مشتقتين من كلمة Hawala . كان نقل الدَّيْن، الذي لم يكن جائزًا بموجب القانون الروماني، ولكنه انتشر على نطاق واسع في أوروبا في العصور الوسطى، وخاصة في المعاملات التجارية ، يُعزى إلى اتساع نطاق التجارة التي أجرتها المدن الإيطالية (حيث كانت صقلية وجنوب إيطاليا تحت حكم الدولة الفاطمية) مع العالم الإسلامي في العصور الوسطى. كما كانت الوكالة "مؤسسة غير معروفة في القانون الروماني"، إذ لم يكن بإمكان أي فرد إبرام عقد ملزم نيابةً عن شخص آخر بصفته وكيلًا عنه. في القانون الروماني، كان "المتعاقد نفسه يُعتبر طرفًا في العقد، ويتطلب الأمر عقدًا ثانيًا بين الشخص الذي يتصرف نيابةً عن الأصيل والأخير لنقل الحقوق والالتزامات الناشئة عن العقد إليه". من ناحية أخرى، لم يجد القانون الإسلامي والقانون العام اللاحق "صعوبة في قبول الوكالة كإحدى مؤسساته في مجال العقود والالتزامات عمومًا".

### صندوق الوقف
إن الوقف في الشريعة الإسلامية، والذي تطور في العالم الإسلامي في العصور الوسطى من القرن السابع إلى القرن التاسع، يحمل تشابهًا ملحوظًا مع قانون الثقة والتوكيل الإنجليزي. كان من المطلوب أن يكون لكل وقف واقف (مؤسس)، ومتولي (أمين)، وقاضي (قاضي)، ومستفيدون. في كل من الوقف والائتمان، "يتم حجز الممتلكات، وتخصيص حق الانتفاع بها، لصالح أفراد محددين، أو لغرض خيري عام؛ ويصبح الجسم غير قابل للتصرف؛ ويمكن إنشاء عقارات مدى الحياة لصالح المستفيدين المتعاقبين" و"دون مراعاة قانون الميراث أو حقوق الورثة؛ ويتم ضمان الاستمرارية من خلال التعيين المتعاقب للأوصياء أو المتولين ".
كان التمييز الوحيد المهم بين الوقف الإسلامي والثقة الإنجليزية هو "العودة الصريحة أو الضمنية للوقف إلى الأغراض الخيرية عندما يتوقف غرضه المحدد عن الوجود"، على الرغم من أن هذا الاختلاف ينطبق فقط على الوقف الأهلي (الثقة العائلية الإسلامية) وليس الوقف الخيري (المخصص لغرض خيري منذ إنشائه). كان هناك اختلاف آخر يتمثل في منح الوصي الإنجليزي "ملكية قانونية" على ممتلكات الوصية، مع أن الوصي كان لا يزال ملزمًا بإدارة تلك الممتلكات لصالح المستفيدين. وبهذا المعنى، فإن "دور الوصي الإنجليزي لا يختلف اختلافًا جوهريًا عن دور الوصي المتبادل".
تم تطوير قانون الثقة في إنجلترا في وقت الحروب الصليبية (خلال القرنين الثاني عشر والثالث عشر) من الصليبيين الذين ربما تأثروا بمؤسسات الوقف التي صادفوها في الشرق الأوسط.
وبعد أن تم ترسيخ قانون الأوقاف الإسلامية ومؤسسات المدارس الدينية في القرن العاشر، تضاعف عدد مستشفيات البيمارستان في جميع أنحاء البلاد الإسلامية. في القرن الحادي عشر، كان لكل مدينة إسلامية عدة مستشفيات على الأقل. قامت مؤسسات الوقف بتمويل المستشفيات لتغطية نفقات مختلفة، بما في ذلك أجور الأطباء وأطباء العيون والجراحين والكيميائيين والصيادلة والخدم وجميع الموظفين الآخرين، وشراء الأغذية والأدوية؛ ومعدات المستشفيات مثل الأسرة والمراتب والأوعية والعطور؛ وإصلاح المباني. كما قامت صناديق الأوقاف بتمويل المدارس الطبية، وكانت عائداتها تغطي نفقات مختلفة مثل صيانتها ودفع رواتب المعلمين والطلاب.

## التجارة الإسلامية الكلاسيكية
لقد كانت أنظمة العقود التي اعتمد عليها التجار فعالة للغاية. كان التجار يشترون ويبيعون بالعمولة، باستخدام الأموال التي يقرضها لهم مستثمرون أثرياء، أو استثمار مشترك بين العديد من التجار، الذين كانوا في الغالب من المسلمين والمسيحيين واليهود. تم العثور مؤخرًا في معبد يهودي مصري على مجموعة من الوثائق التي تلقي ضوءًا تفصيليًا وإنسانيًا على حياة التجار في الشرق الأوسط في العصور الوسطى. وتم إنشاء شراكات تجارية للعديد من المشاريع التجارية، كما مكنت روابط القرابة من تشكيل شبكات تجارية عبر مسافات هائلة. خلال القرن التاسع، مكنت البنوك من سحب الشيكات عن طريق بنك في بغداد والتي يمكن صرفها في المغرب.
مفاهيم الرعاية الاجتماعية والمعاشات التقاعدية تم تقديمها في الشريعة الإسلامية المبكرة كأشكال من الزكاة (الصدقة)، أحد أركان الإسلام الخمسة، منذ عهد الخليفة العباسي المنصور في القرن الثامن. كانت الضرائب (بما في ذلك الزكاة والجزية) التي يتم جمعها في خزانة الحكومة الإسلامية تستخدم لتوفير الدخل للمحتاجين، ومنهم الفقراء، وكبار السن، والأيتام، والأرامل، والمعوقين. وبحسب الفقيه الإسلامي الغزالي (1058-1111)، كان من المتوقع من الحكومة أيضًا تخزين الإمدادات الغذائية في كل منطقة في حالة حدوث كارثة أو مجاعة. وهكذا كانت الخلافة واحدة من أقدم دول الرفاهية المعروفة، وخاصة الخلافة العباسية.

### الاقتصاد في الخلافة والإمبراطوريات الإسلامية
وفي الثورة الزراعية العربية في العصور الوسطى، حدث تحول اجتماعي نتيجة لتغير ملكية الأراضي مما أعطى الأفراد من أي جنس، الحق في شراء وبيع ورهن [الإنجليزية] وميراث الأرض.
كانت الأشكال المبكرة للرأسمالية الأولية والأسواق الحرة موجودة في الخلافة. نشأ اقتصاد السوق المبكر والشكل المبكر للرأسمالية التجارية [الإنجليزية] بين القرنين الثامن والثاني عشر. نشأ اقتصاد نقدي قوي يعتمد على التداول الواسع للعملة المشتركة (الدينار) وتكامل المناطق النقدية المستقلة سابقًا. تضمنت تقنيات الأعمال وأشكال تنظيم الأعمال المستخدمة خلال هذا الوقت العقود المبكرة، والكمبيالات (الأوراق التجارية)، والتجارة الدولية طويلة المدى، والأشكال المبكرة للشراكة (المفاوضة) مثل الشراكات المحدودة (المضاربة)، والأشكال المبكرة للائتمان، والديون، والربح، والخسارة، ورأس المال، وتراكم رأس المال (نماء المال)، ورأس المال المتداول [الإنجليزية]، ونفقات رأس المال، والإيرادات، والشيكات، والسندات الإذنية، والصناديق الاستئمانية (الوقف)، وحسابات التوفير، والحسابات المعاملاتية، والرهن، والإقراض، وأسعار الصرف، والمصرفيين، والصيارفة [الإنجليزية]، والدفاتر ، والودائع، والتخصيصات [الإنجليزية]، ونظام المحاسبة المزدوج (قيد مزدوج)، والدعاوى القضائية. كما كانت هناك مؤسسات تنظيمية مشابهة للشركات المستقلة عن الدولة موجودة أيضًا في العالم الإسلامي في العصور الوسطى. وقد تم اعتماد العديد من هذه المفاهيم وتطويرها بشكل أكبر في أوروبا في العصور الوسطى بدءًا من القرن الثالث عشر فصاعدًا.

### الهند الإسلامية
خلال الحكم الإسلامي في الهند، ساهمت ممالك مثل سلطنة دلهي، وسلطنة البنغال، وسلطنة مغول الهند، ونظام حيدر أباد، ومملكة ميسور بشكل كبير في اقتصاد جنوب آسيا. في القرن السابع عشر أصبحت الهند المغولية أكبر اقتصاد في العالم، من خلال توظيف الفقه الإسلامي من فقهاء عرب وفُرس وأصبحت القوة الرائدة في تصنيع المنسوجات في العالم، حيث تقدر قيمتها بأكثر من 25% من الناتج المحلي الإجمالي العالمي.
لقد كانت مفاهيم الرعاية الاجتماعية والمعاشات حاضرة في الشريعة الإسلامية المبكرة كأشكال من الزكاة أحد أركان الإسلام الخمسة، منذ عهد الخليفة عمر في القرن السابع. كانت الضرائب (بما في ذلك الزكاة والجزية) التي يتم جمعها في خزانة (بيت المال) للحكومة الإسلامية تستخدم لتوفير الدخل للمحتاجين، بما في ذلك الفقراء، وكبار السن، والأيتام، والأرامل، والمعوقين. وقد أقام الخليفة علي بن أبي طالب إصلاحات مالية عديدة حيث عارض كُلية السيطرة المركزية على الإيرادات الإقليمية وبدأ بإعطاء كل السكان (مسلمين وغير مسلمين؛ عربًا وعجمًا) من الضرائب والغنم حصصًا حسب حاجاتهم. وبحسب الفقيه الإسلامي الغزالي (1058-1111)، كان من المتوقع من الحكومة أيضًا أن تُخزن الإمدادات الغذائية في كل منطقة في حالة وقوع كارثة أو مجاعة. وهكذا كانت الخلافة واحدة من أقدم دول الرفاهية.

### التجارة
خلال العصر الذهبي الإسلامي، كانت المناطق المعزولة على اتصال بشبكة تجارية إسلامية واسعة النطاق تمتد من المحيط الأطلسي والبحر الأبيض المتوسط في الغرب إلى المحيط الهندي وبحر الصين الجنوبي في الشرق، وتغطي معظم العالم القديم، بما في ذلك مناطق كبيرة من آسيا وأفريقيا ومعظم أوروبا، مع شبكاتها التجارية. كانت عملات الدراهم الفضية الإسلامية متداولة في جميع أنحاء الكتلة الأرضية الأفروآسيوية، وحتى دول جنوب الصحراء الكبرى في الجنوب وأوروبا الشمالية في الشمال، غالبًا في مقابل السلع.
ساعد هذا في تأسيس الخلافة الراشدة والأموية والعباسية والأيوبية والفاطمية كقوى اقتصادية واسعة النطاق رائدة في العالم في القرنين السابع والثالث عشر.
بسبب العقوبات الدينية ضد الديون، كان المسلمون التاميليون تاريخيًا صيارفين [الإنجليزية] (وليس مقرضي أموال) في جميع أنحاء جنوب وجنوب شرق آسيا.

### الزراعة في العالم الإسلامي في العصور الوسطى
من القرن الثامن إلى القرن الثالث عشر، زُرع العديد من المحاصيل والنباتات في الأراضي الإسلامية على طول طرق التجارة الإسلامية، وانتشرت تقنيات الزراعة. بالإضافة إلى التغيرات في الاقتصاد، وتوزيع السكان، والغطاء النباتي، والإنتاج الزراعي، ومستويات السكان، والنمو الحضري، وتوزيع القوى العاملة، والعديد من جوانب الحياة الأخرى في العالم الإسلامي تأثرت وفقًا لأندرو واتسون. ومع ذلك، فإن هذا الأمر محل نزاع من علماء آخرين، الذين يزعمون أن زراعة واستهلاك المواد الغذائية الأساسية مثل القمح القاسي، والأرز الآسيوي، والذرة الرفيعة، وكذلك القطن، كانت شائعة بالفعل قبل قرون، أو أن الإنتاج الزراعي انخفض في المناطق التي خضعت للحكم الإسلامي في العصور الوسطى. غير أن هذه الأبحاث مُضعَّفة ويميل الباحثون إلى إعزاء الفضل إلى الثورة الزراعية العربية.
كما شهدت الخلافة العباسية المبكرة أعلى معدلات معرفة القراءة والكتابة بين المجتمعات ما قبل الحديثة، إلى جانب مدينة أثينا الكلاسيكية في القرن الرابع قبل الميلاد، وفي وقت لاحق، الصين بعد إدخال الطباعة من القرن العاشر. أحد العوامل التي أدت إلى ارتفاع معدلات الإلمام بالقراءة والكتابة نسبيا في الإمبراطورية الإسلامية المبكرة  كان سوق التعليم الذي تقوده الأهالي، حيث لم تدعم الدولة الخدمات التعليمية بشكل منهجي حتى إدخال التمويل الحكومي في عهد الوزير الفارسي نظام الملك في القرن الحادي عشر. كان هناك عامل آخر وهو انتشار الورق من الصين، بعد معركة طلاس مما أدى إلى ازدهار الكتب والثقافة المكتوبة في المجتمع الإسلامي، وبالتالي حولت تقنيات صِناعة الورق [الإنجليزية] المجتمع الإسلامي (وفي وقت لاحق، بقية دول أفرو أوراسيا) من ثقافة شفوية إلى ثقافة كتابية، وهو ما يمكن مقارنته بالتحولات اللاحقة من ثقافة الكتابية إلى ثقافة الطباعة، ومن ثقافة الطباعة إلى الإنترنت. وتشمل العوامل الأخرى الاستخدام الواسع النطاق للكتب الورقية في المجتمع الإسلامي (أكثر من أي مجتمع آخر موجود سابقًا)، ودراسة وحفظ القرآن الكريم، والنشاط التجاري المزدهر، وظهور المؤسسات التعليمية المكتبية والمدرسية.

### الرأسمالية الإسلامية
يُعتقد أن الأشكال المبكرة من التجارة والرأسمالية قد تطورت في العصر الذهبي الإسلامي بدءًا من القرن التاسع.
طبقت التجارة الإسلامية المبكرة عددًا من المفاهيم والتقنيات، بما في ذلك الأوراق التجارية، وأشكال الشراكة (المفاوضات) مثل الشراكات المحدودة (المضاربة)، والأشكال المبكرة لرأس المال (المال)، وتراكم رأس المال (نماء المال)، والشيكات (الصكوك)، والسندات الإذنية، والائتمانات (طالع الوقف)، والحسابات المعاملاتية، والقروض، والسجلات، والتنازلات [الإنجليزية]. كما كانت هناك مؤسسات تنظيمية مستقلة عن الدولة موجودة في العالم الإسلامي في العصور الوسطى، كما ظهرت مؤسسات الوكالة [الإنجليزية] أيضًا. وقد اعتمدت أوروبا في العصور الوسطى العديد من هذه المفاهيم وطورتها بدءًا من القرن الثالث عشر فصاعدًا.
نشأ اقتصاد السوق في العالم الإسلامي على أساس نظام اقتصادي يشبه الرأسمالية التجارية [الإنجليزية]. لقد ساهم العمل في تعزيز تكوين رأس المال [الإنجليزية] في المجتمع الإسلامي في العصور الوسطى، وقام عدد كبير من أصحاب الأموال النقدية والمعادن الثمينة بتطوير رأس المال المالي. بلغ أصحاب المال (الرأسماليون) ذروة قوتهم بين القرنين التاسع والثاني عشر، إلا أن نفوذهم تراجع بعد وصول الإقطاع (ملاك الأراضي) وبعد سقوط الدولة.  احتُكر الإنتاج؛ وقد أعاق كلا الاتجاهين أي تطور للرأسمالية الصناعية في العالم الإسلامي. ولا تزال بعض المؤسسات الحكومية تتبع نمط الإنتاج الرأسمالي، مثل الغوص على اللؤلؤ في العراق والقطيف والبحرين وصناعة النسيج [الإنجليزية] في مصر.
من القرن الحادي عشر إلى القرن الثالث عشر، سيطر الكريمون (بالإنجليزية: Karimi)، وهي مجموعة من المؤسسات والأعمال التجارية التي يسيطر عليها رواد الأعمال، على جزء كبير من اقتصاد العالم الإسلامي. كانت المجموعة تحت سيطرة حوالي خمسين تاجرًا مسلمًا يطلق عليهم اسم "الكريميين"، وهم من أصول يمنية ومصرية وأحيانًا هندية. وكان لكل تاجر كريمي ثروة كبيرة، تتراوح ما بين 100 ألف دينار على الأقل إلى 10 ملايين دينار. كان للمجموعة نفوذ كبير في معظم الأسواق الشرقية المهمة، وفي بعض الأحيان أثرت على السياسة من خلال أنشطتها التمويلية ومن خلال مجموعة متنوعة من العملاء، بما في ذلك الأمراء والسلاطين والوزراء والتجار الأجانب والمستهلكين العاديين. سيطر الكريميون على العديد من طرق التجارة عبر البحر الأبيض المتوسط والبحر الأحمر والمحيط الهندي وحتى فرنسا في الشمال والصين في الشرق وجنوب الصحراء الكبرى في الجنوب، حيث حصلوا على الذهب من مناجم الذهب. وشملت الممارسات التي اتبعها الكريميون استخدام الوكلاء، وتمويل المشاريع كوسيلة للحصول على رأس المال، ومؤسسة مصرفية للقروض والودائع.

### الاشتراكية الإسلامية
على الرغم من أن الاقتصاد الإسلامي في العصور الوسطى يبدو أنه يشبه إلى حد ما شكلًا من أشكال الرأسمالية، إلا أن البعض يزعم أنه وضع الأساس لتطور الرأسمالية الحديثة، ويرى آخرون أن الاقتصاد الإسلامي ليس رأسماليًا تمامًا ولا اشتراكيًا تمامًا، بل هو توازن بين الاثنين، مؤكدًا على "الحرية الاقتصادية الفردية والحاجة إلى خدمة الصالح العام".
أبو ذر الغفاري، أحد صحابة النبي محمد، يعتبره الكثيرون مؤسس الاشتراكية الإسلامية.
تم تقديم مفهومي الرعاية الاجتماعية والمعاش التقاعدي في الشريعة الإسلامية المبكرة كأشكال من الزكاة (الصدقة)، أحد أركان الإسلام الخمسة، في عهد الخليفة عمر في القرن السابع. وقد استمرت هذه الممارسة حتى عصر الخلافة العباسية، كما رأينا في عهد المأمون في القرن الثامن، على سبيل المثال. كانت الضرائب (بما في ذلك الزكاة والجزية) التي يتم جمعها في خزانة الحكومة الإسلامية تُستخدم لتوفير الدخل للمحتاجين، بما في ذلك الفقراء، وكبار السن، والأيتام، والأرامل، والمعوقين . وبحسب الفقيه الإسلامي الغزالي (1058-1111)، كان من المتوقع من الحكومة أيضًا أن تخزن الإمدادات الغذائية في كل منطقة في حالة وقوع كارثة أو مجاعة. وبذلك تعتبر الخلافة أول دولة رفاهية كبرى في العالم.

### التنمية الصناعية
كان المهندسون المسلمون في العالم الإسلامي مسؤولين عن العديد من الاستخدامات الصناعية المبتكرة للطاقة الكهرومائية ، والاستخدامات الصناعية المبكرة لطواحين المد والجزر [الإنجليزية]، وطاقة الرياح، والوقود الأحفوري مثل البترول. تم استخدام مجموعة متنوعة من المطاحن الصناعية في العالم الإسلامي، بما في ذلك مطاحن الحبوب، ومطاحن الحبوب، ومطاحن التقشير، ومطاحن الخشب، ومطاحن السفن، ومطاحن الطوابع، ومطاحن الصلب، ومطاحن السكر، ومطاحن المد والجزر، وطواحين الهواء. بحلول القرن الحادي عشر، كانت كل مقاطعة في جميع أنحاء العالم الإسلامي تمتلك هذه المطاحن الصناعية قيد التشغيل، من الأندلس وشمال أفريقيا إلى الشرق الأوسط وآسيا الوسطى. كما استخدم المهندسون المسلمون توربينات المياه، والتروس في الطواحين وآلات رفع المياه، وكانوا رواد استخدام السدود كمصدر للطاقة المائية، والتي تستخدم لتوفير طاقة إضافية لطواحين المياه وآلات رفع المياه. وقد أدى هذا التقدم إلى إمكانية مكننة العديد من المهام الصناعية التي كانت تعتمد في السابق على العمل اليدوي في العصور القديمة، وتحويلها إلى آلات بدلًا من ذلك في العالم الإسلامي في العصور الوسطى. أدى نقل هذه التقنيات إلى أوروبا في العصور الوسطى في وقت لاحق إلى إرساء أسس الثورة الصناعية في أوروبا في القرن الثامن عشر.
بالإضافة إلى مصانع النسيج المملوكة للحكومة، كانت هناك أيضًا شركات مملوكة للقطاع الخاص كانت تُدار إلى حد كبير من ملاك الأراضي الذين كانوا يجمعون الضرائب ويستثمرونها في صناعة النسيج.

### القوى العاملة
كانت القوى العاملة في الخلافة تتكون من خلفيات عرقية ودينية متنوعة، في حين كان الرجال والنساء يشاركون في مهن وأنشطة اقتصادية متنوعة. كانت النساء تعملن في مجموعة واسعة من الأنشطة التجارية والمهن المتنوعة في القطاع الأولي (كمزارعات على سبيل المثال)، والقطاع الثانوي (كعاملات بناء، وصباغين، وغزّالات، وما إلى ذلك) والقطاع الثالث (كمستثمرات، وأطباء، وممرضات، ورؤساء نقابات، وسماسرة، وبائعات متجولات [الإنجليزية]، ومقرضات، وباحثات، وما إلى ذلك).
كما كانت المرأة المسلمة تحتكر بعض فروع صِناعة النسيج [الإنجليزية]،  أكبر الصناعات وأكثرها تخصصًا وتركيزًا على السوق في ذلك الوقت، في المهن مثل الغزل والصباغة والتطريز . وبالمقارنة، كانت حقوق الملكية للنساء والعمل المأجور غير شائعة نسبيًا في أوروبا حتى الثورة الصناعية في القرنين الثامن عشر والتاسع عشر، وقد يكون هذا الاحتكار لخدمة النساء اللاتي لا يجدون من يعيلهنّ بعد وفاة أزواجهن.
كان تقسيم العمل متنوعًا وتطور على مر القرون. خلال القرنين الثامن والحادي عشر، كان هناك في المتوسط 63 مهنة فريدة في القطاع الأولي من النشاط الاقتصادي (الاستخراج)، و697 مهنة فريدة في القطاع الثانوي (التصنيع)، و736 مهنة فريدة في القطاع الثالث (الخدمات). وبحلول القرن الثاني عشر، انخفض عدد المهن الفريدة في القطاع الأولي والقطاع الثانوي إلى 35 و679 على التوالي، في حين ارتفع عدد المهن الفريدة في القطاع الثالث إلى 1175. تعكس هذه التغييرات في تقسيم العمل زيادة الميكنة واستخدام الآلات لتحل محل العمل اليدوي وارتفاع مستوى المعيشة ونوعية الحياة لمعظم المواطنين في الخلافة.
وقد حدث خلال هذه الفترة تحول اقتصادي، وذلك بسبب تنوع قطاع الخدمات الذي كان أكبر بكثير من أي مجتمع سابق أو معاصر، والدرجة العالية من التكامل الاقتصادي بين القوى العاملة والاقتصاد. وشهد المجتمع الإسلامي أيضًا تغييرًا في النظرة إلى العمل اليدوي. في الحضارات السابقة مثل اليونان القديمة وفي الحضارات المعاصرة مثل أوروبا في العصور الوسطى المبكرة، كان المثقفون ينظرون إلى العمل اليدوي في ضوء سلبي وينظرون إليه بازدراء. وقد أدى هذا إلى ركود تكنولوجي حيث لم يروا الحاجة إلى الآلات لتحل محل العمل اليدوي. ومع ذلك، في العالم الإسلامي، كان يُنظر إلى العمل اليدوي في ضوء أكثر إيجابية، حيث شبهه مثقفون مثل إخوان الصفاء بالمشاركين في فعل الخلق، بينما أشار ابن خلدون إلى فوائد العمل اليدوي في تقدم المجتمع.
بحلول أوائل القرن العاشر، تم تقديم فكرة الدرجة الجامعية ومنحها في مدارس الكتاب والمدارس الإسلامية ومستشفيات البيمارستان. وفي المجال الطبي على وجه الخصوص، كانت الشهادة تُسمى الإجازة وتُمنح لمن يستحق ممارسة مهنة الطب، وذلك لتمييزه عن الدجالين غير المؤهلين.

### التحضر
كان هناك زيادة كبيرة في التحضر خلال هذه الفترة، بسبب التقدم العلمي العديدة في مجالات مثل الزراعة، والنظافة، والصرف الصحي والبيئي، وعلم الفلك، والطب والهندسة. وقد أدى هذا أيضًا إلى ارتفاع عدد السكان من الطبقة المتوسطة.
وأعطي رب الأسرة منصب السلطة في بيته،[بحاجة لمصدر] على الرغم من أن القاضي كان قادرًا على التفاوض وحل الخلافات في قضايا الخلاف داخل العائلات وبينها. وكان الممثلان الرئيسان للسلطة البلدية هما القاضي والمحتسب، وكانا يتحملان مسؤولية العديد من القضايا، بما في ذلك جودة المياه، وصيانة شوارع المدينة، واحتواء تفشي الأمراض، والإشراف على الأسواق، والدفن السريع للموتى.
وكان هناك جانب آخر من جوانب الحياة الحضرية الإسلامية وهو الوقف، وهو مؤسسة خيرية دينية تتعامل مباشرة مع القاضي والزعماء الدينيين. ومن خلال التبرعات، امتلكت الأوقاف العديد من الحمامات العامة والمصانع، واستخدمت الإيرادات لتمويل التعليم،[بحاجة لمصدر] وتوفير الري للبساتين خارج المدينة. وبعد التوسع، تم إدخال هذا النظام إلى أوروبا الشرقية من الأتراك العثمانيين.[بحاجة لمصدر]
وكانت الضرائب تُفرض أيضًا على الرجل غير المتزوج حتى يتزوج. ولكن كان من المطلوب من غير المسلمين دفع الجزية بدلًا عن الزماة، وهي ضريبة إدارية على غير المسلمين تشبه الزكاة (ضريبة المسلمين فقط). كانت الجزية تُفرض على الذكور البالغين القادرين على العمل فقط، وفي المقابل يُعفى غير المسلمين من الخدمة العسكرية. وتكون الدولة الإسلامية مسؤولة عن إدارة وأمن غير المسلمين.

## الفكر الاقتصادي الإسلامي الكلاسيكي
وإلى حد ما، استند المسلمون الأوائل في تحليلاتهم الاقتصادية على القرآن الكريم (مثل معارضة الربا) ، وعلى السنة (أقوال وأفعال النبي محمد).

### المفكرون الاقتصاديون الإسلاميون الأوائل
صنف الغزالي (1058-1111) علم الاقتصاد باعتباره أحد العلوم المرتبطة بالدين، إلى جانب الميتافيزيقيا، والأخلاق، وعلم النفس. ومع ذلك، لاحظ المؤلفون أن هذا الارتباط لم يتسبب في بقاء الفكر الاقتصادي الإسلامي المبكر ثابتًا. يقدم الفيلسوف الإيراني نصير الدين الطوسي (1201-1274) تعريفًا مبكرًا للاقتصاد (ما يسميه حكمت مدني، ويعني: علم الحياة في المدينة) في الخطاب الثالث من كتابه الأخلاق:
"دراسة القوانين العالمية التي تحكم المصلحة العامة (الرفاهية؟) بقدر ما يتم توجيهها، من خلال التعاون، نحو الأفضل (الكمال)."

يتتبع العديد من العلماء تاريخ الفكر الاقتصادي من خلال العالم الإسلامي، الذي كان في العصر الذهبي من القرن الثامن إلى القرن الثالث عشر، والذي استمرت فلسفته في عمل المفكرين اليونانيين والهلنستيين، وأثرت على توما الأكويني عندما اكتشفت أوروبا الفلسفة اليونانية والإسلامية من خلال الترجمة العربية. كان الموضوع المشترك بين هؤلاء العلماء هو الثناء على النشاط الاقتصادي وحتى التراكم الذاتي للثروة.
يقول الفيلسوف الفارسي ابن مسكويه (و. 1030):
"يرغب الدائن في مصلحة المدين لاسترداد ماله، لا من أجل حبه له. أما المدين، فلا يُبدي اهتمامًا كبيرًا بالدائن."

إن هذا الرأي يتعارض مع فكرة أطلق عليها جوزيف شومبيتر اسم "الفجوة العظيمة". تأتي أطروحة الفجوة الكبرى من كتاب شومبيتر "تاريخ التحليل الاقتصادي" الصادر عام 1954 والذي يناقش انقطاع الفكر الاقتصادي خلال الفترة الممتدة لخمسمائة عام بين تراجع الحضارات اليونانية الرومانية وعمل توما الأكويني (1225-1274). ومع ذلك، في عام 1964، ظهر كتاب جوزيف شبنجلر "الفكر الاقتصادي في الإسلام: ابن خلدون" في مجلة الدراسات المقارنة في المجتمع والتاريخ ، واتخذ خطوة كبيرة في لفت انتباه الغرب المعاصر إلى العلماء المسلمين الأوائل.
بدأ تأثير الفكر اليوناني والهلنستي السابق على العالم الإسلامي إلى حد كبير مع الخليفة العباسي المأمون، الذي رعى ترجمة النصوص اليونانية إلى اللغة العربية في القرن التاسع من المسيحيين السريانيين في بغداد. ولكن بحلول ذلك الوقت كان العديد من العلماء المسلمين قد كتبوا عن القضايا الاقتصادية، وأظهر القادة المسلمون الأوائل محاولات متطورة لفرض التمويل المالي والنقدي، واستخدام التمويل بالعجز، واستخدام الضرائب لتشجيع الإنتاج، واستخدام أدوات الائتمان في المعاملات المصرفية، بما في ذلك حسابات الادخار والحسابات الجارية الأولية، وقانون العقود.
ومن بين أوائل المفكرين الاقتصاديين المسلمين كان أبو يوسف (731-798)، وهو تلميذ مؤسس المذهب الحنفي السني في الفكر الإسلامي، أبو حنيفة . كان أبو يوسف كبير قضاة الخليفة العباسي هارون الرشيد، وكتب له كتاب الخراج . يتناول هذا الكتاب أفكار أبي يوسف حول الضرائب، والمالية العامة، والإنتاج الزراعي. وناقش فرض ضريبة نسبية على المنتجات بدلًا من الضرائب الثابتة على الممتلكات باعتبارها أفضل كحافز لجلب المزيد من الأراضي للزراعة. كما دعا إلى سياسات ضريبية متسامحة لصالح المنتج وإدارة ضريبية مركزية للحد من الفساد. فضّل أبو يوسف استخدام عائدات الضرائب في البنية التحتية الاجتماعية والاقتصادية، وتضمن مناقشة أنواع مختلفة من الضرائب، بما في ذلك ضريبة المبيعات، وضرائب الوفاة، والتعريفات الجمركية على الواردات.
تم تضمين المناقشة المبكرة لفوائد تقسيم العمل في كتابات قابوس، الغزالي، الفارابي (873-950)، ابن سينا (980-1037)، ابن مسكويه، نصير الدين الطوسي (1201-74)، ابن خلدون (1332-1406)، وأسعد دواني (ب. 1444). ومن بين المناقشات، تناولت النقاشات تقسيم العمل داخل الأسر، والمجتمعات، والمصانع، وبين الدول. ويشير الفارابي إلى أن كل مجتمع يفتقر إلى بعض الموارد الضرورية على الأقل، وبالتالي لا يمكن تحقيق المجتمع الأمثل إلا حيث تحدث التجارة المحلية والإقليمية والدولية، وأن مثل هذه التجارة يمكن أن تكون مفيدة لجميع الأطراف المعنية. كما اشتهر الغزالي بفهمه الدقيق للنظرية النقدية وصياغته لنسخة أخرى من قانون جريشام.
وكان العديد من العلماء المسلمين الأوائل يدركون إلى حد ما قوة العرض والطلب. فينقل ابن تيمية كلام اقتصادي مُوضحًا:
"إذا ازدادت الرغبة في شراء السلع وقلّت توافرها، ارتفع سعرها. أما إذا ازداد توافر السلعة وقلّت الرغبة فيها، فانخفض سعرها."

كما تناول ابن تيمية تحليلًا ظرفيًّا لآلية السوق، مع رؤية نظرية غير عادية في عصره. إن خطاباته حول مزايا الرعاية الاجتماعية وعيوب تنظيم السوق وإلغاء القيود التنظيمية لها رنين معاصر تقريبًا، غير أن بعض أفكاره التشددية في السوق لها نظرة سلبية الآن.
يقترح الغزالي نسخة مبكرة من عدم مرونة سعر الطلب على سلع معينة، ويناقش هو وابن مسكويه أسعار التوازن.  إن العلماء المسلمين المهمين الآخرين الذين كتبوا عن الاقتصاد كانوا الماوردي (1075-1158)، والمقريزي .

### ابن خلدون

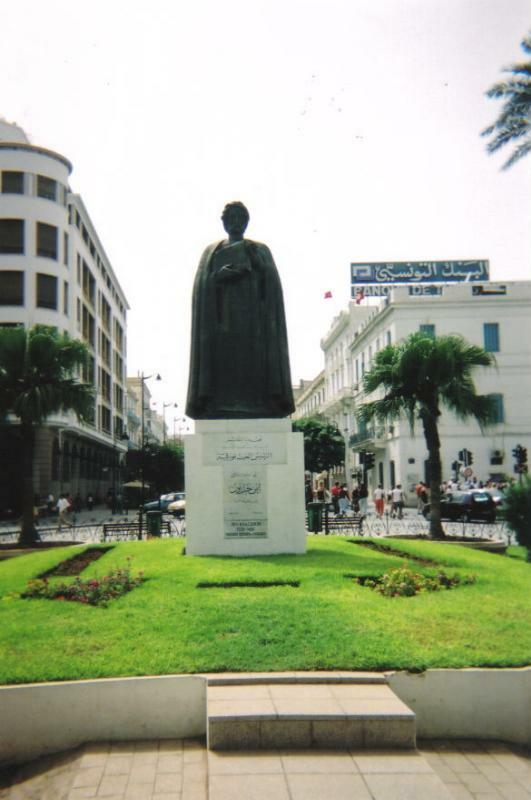
تمثال ابن خلدون في تونس

ولعل أشهر عالم إسلامي كتب عن الاقتصاد هو ابن خلدون (1332 – 1406)، الذي يُعتبر رائدًا للاقتصاديين المعاصرين. كان ابن خلدون عربيًّا كتب عن النظرية الاقتصادية والسياسية في المقدمة لكتابه (العبر). وفي الكتاب تحدث عن ما أسماه بالعصبية، والتي اعتبرها سبب عظمة بعض الحضارات وفشل بعضها الآخر. رأى ابن خلدون أن العديد من القوى الاجتماعية دورية، على الرغم من أنه قد تكون هناك منعطفات حادة مفاجئة تكسر النمط. وتتعلق فكرته عن فوائد تقسيم العمل أيضًا بالعصبية، فكلما كان التماسك الاجتماعي أعظم، كان التقسيم الناجح أكثر تعقيدًا، وكان النمو الاقتصادي أعظم. وأشار إلى أن النمو والتنمية يحفزان بشكل إيجابي كل من العرض والطلب وأن قوى العرض والطلب هي التي تحدد أسعار السلع. وأشار أيضًا إلى القوى الاقتصادية الكلية المتمثلة في نمو السكان، وتنمية رأس المال البشري، وتأثيرات التطورات التكنولوجية على التنمية. في الواقع، اعتقد ابن خلدون أن النمو السكاني كان نتيجة مباشرة للثروة.
على الرغم من أنه كان يفهم أن المال يعمل كمعيار للقيمة، ووسيلة للتبادل، وحافظ للقيمة، إلا أنه لم يدرك أن قيمة الذهب والفضة تتغير بناءً على قوى العرض والطلب. كما قدم مفهومًا يُعرف بمنحنى خلدون-لافر (العلاقة بين معدلات الضرائب وإيرادات الضرائب تزداد مع زيادة معدلات الضرائب لفترة من الوقت، ولكن بعد ذلك تبدأ الزيادات في معدلات الضرائب في التسبب في انخفاض في عائدات الضرائب حيث تفرض الضرائب تكلفة كبيرة جدًا على المنتجين في الاقتصاد).
قدم ابن خلدون نظرية العمل في القيمة. ووصف العمل بأنه مصدر القيمة، الضروري لجميع المكاسب وتراكم رأس المال، وهو أمر واضح في حالة الحرف. زعم أنه حتى لو كان الكسب "ناتجًا عن شيء غير الحرفة، فإن قيمة الربح الناتج ورأس المال المكتسب يجب أن تشمل أيضًا قيمة العمل الذي تم الحصول عليه به. لولا العمل، لما تم الحصول عليه."
وقد تمت مقارنة نظريته في العصبية في كثير من الأحيان بالاقتصاد الكينزي الحديث، حيث تحتوي نظرية ابن خلدون بوضوح على مفهوم المضاعف. ولكن هناك فرق جوهري بين النظريتين، وهو أنه في حين يرى جون ماينارد كينز أن ميل الطبقة المتوسطة إلى الادخار هو المسؤول عن الكساد الاقتصادي، فإن ابن خلدون يرى أن ميل الحكومة إلى الادخار في الأوقات التي لا تعوض فيها فرص الاستثمار الركود هو الذي يؤدي إلى الطلب الإجمالي.
ومن النظريات الاقتصادية الحديثة الأخرى التي توقعها ابن خلدون نظرية اقتصاد الموارد الجانبية. "لقد زعم أن الضرائب المرتفعة كانت في كثير من الأحيان عاملًا في انهيار الإمبراطوريات، مما أدى إلى انخفاض الإيرادات المحصلة من الضرائب المرتفعة". وكتب:
"يجب أن يُعلم أن الضرائب في بداية عهد الدولة تُدرّ إيرادات كبيرة من الضرائب الصغيرة. وفي نهاية عهد الدولة تُدرّ إيرادات صغيرة من الضرائب الكبيرة."

## عصر ما بعد الاستعمار
خلال العصر الحديث بعد الاستعمار، ومع بدء تأثير الأفكار الغربية، بما في ذلك الاقتصاد الغربي، على العالم الإسلامي، سعى بعض الكتاب المسلمين إلى إنتاج تخصص إسلامي في الاقتصاد. في ستينيات وسبعينيات القرن الماضي، عمل المفكرون الإسلاميون الشيعة على تطوير فلسفة اقتصادية إسلامية فريدة تتضمن "إجابات على المشكلات الاقتصادية المعاصرة". وكان للعديد من الأعمال تأثيرٌ خاص،
- انتقاد مالكيات (الإسلام والملكية) لمحمود طالقاني (1951)
- اقتصادنا (اقتصادنا) لمحمد باقر الصدر (1961)
- الاقتصاد التوحيدي (اقتصاديات الوئام الإلهي) لأبو الحسن بني صدر (1978)
- بعض تفسيرات حقوق الملكية ورأس المال والعمل من المنظور الإسلامي بقلم حبيب الله بيمان (1979).[78][79]

وقد وُصِف الصدر، على وجه الخصوص، بأنه "طور بمفرده تقريبًا مفهوم الاقتصاد الإسلامي"
وفي كتاباتهم، سعى الصدر والمؤلفون الشيعة الآخرون إلى "تصوير الإسلام باعتباره دينًا ملتزمًا بالعدالة الاجتماعية والتوزيع العادل للثروة وقضية الطبقات المحرومة"، مع مبادئ "مقبولة لدى فقهاء الإسلام"، في حين دحضوا النظريات غير الإسلامية القائمة حول الرأسمالية والماركسية. وقد دعت هذه النسخة من الاقتصاد الإسلامي، التي أثرت على الثورة الإيرانية، إلى الملكية العامة للأراضي و"المشاريع الصناعية" الكبيرة، في حين استمر النشاط الاقتصادي الخاص "ضمن حدود معقولة". وقد ساعدت هذه الأفكار في تشكيل القطاع العام الكبير وسياسات الدعم العام للثورة الإسلامية الإيرانية.
وفي ثمانينيات وتسعينيات القرن العشرين، ومع فشل الثورة الإيرانية في الوصول إلى مستوى دخل الفرد الذي حققه النظام الذي أطاحت به، وابتعاد الدول الشيوعية والأحزاب الاشتراكية في العالم غير الإسلامي عن الاشتراكية، تحول الاهتمام الإسلامي بعيدًا عن ملكية الحكومة وتنظيمها. في إيران، ورد أن " الاقتصاد الإسلامي الذي كان شعارًا ثوريًا، غائب بلا شك عن جميع الوثائق الرسمية ووسائل الإعلام. وقد اختفى من الخطاب السياسي الإيراني منذ حوالي 15 عامًا [1990]."
ولكن في أجزاء أخرى من العالم الإسلامي، ظل هذا المصطلح موجودًا، وتغير شكله إلى هدف أقل طموحًا يتمثل في إقامة نظام مصرفي خال من الفائدة. واقترح بعض المصرفيين المسلمين والزعماء الدينيين طُرقًا لدمج الشريعة الإسلامية في استخدام المال مع المفاهيم الحديثة للاستثمار الأخلاقي. وفي القطاع المصرفي، تم ذلك من خلال استخدام معاملات البيع (مع التركيز على أساليب العائد ذات السعر الثابت) لتحقيق نتائج مماثلة للفائدة. وقد انتقد بعض الكتاب الغربيين هذا الإجراء باعتباره وسيلة لتغطية العمل المصرفي التقليدي بواجهة إسلامية.

### الاقتصاد المعاصر
في العصر الحديث، كانت السياسات الاقتصادية للثورة الإسلامية عام 1979 في إيران ذات الأغلبية الشيعية تعتمد بشكل كبير على الدولة مع وجود قطاع عام ضخم للغاية، وخطاب رسمي يحتفل بالثورة وحقوق المحرومين، على الرغم من أن هذا الاتجاه قد تلاشى بمرور الوقت؛ ولعل إيران هي أكثر دولة تُطبق نظامًا اقتصاديًّا إسلاميًّا. في السودان، كانت سياسات نظام حزب الجبهة الإسلامية القومية في تسعينيات القرن العشرين معاكسة، إذ اعتمدت الليبرالية الاقتصادية وتقبُّل "قوى السوق في صياغة سياسات الدولة". وفي الجزائر والأردن ومصر وباكستان، دعمت الأحزاب الإسلامية السياسات الشعبوية، مُظهرةً "إحجامًا واضحًا عن تبني سياسات التقشف وخفض الدعم". وفي السنوات الأخيرة، شهدت تركيا نموًا اقتصاديًا سريعًا وأصبحت دولة متقدمة وفقًا لوكالة المخابرات المركزية الأمريكية. تعد إندونيسيا والمملكة العربية السعودية وتركيا أعضاء في مجموعة العشرين للاقتصادات الكبرى.
في عام 2008، كانت الأصول التي تديرها الشريعة الإسلامية في مختلف أنحاء العالم تبلغ قيمتها 500 مليار دولار على الأقل، وكان القطاع ينمو بمعدل يزيد على 10% سنويا. يسعى التمويل الإسلامي إلى تعزيز العدالة الاجتماعية من خلال حظر الممارسات الاستغلالية. في واقع الأمر، يتلخص هذا في مجموعة من المحظورات ــ على دفع الفائدة، وعلى المقامرة بالمشتقات المالية والخيارات، وعلى الاستثمار في الشركات التي تنتج المواد الإباحية أو لحم الخنزير.
شكل آخر من أشكال التمويل الحديث الذي نشأ في العالم الإسلامي هو الإقراض الأصغر والتمويل الأصغر. بدأت في سبعينيات القرن العشرين في بنغلاديش مع بنك جرامين الذي أسسه محمد يونس، الحائز على جائزة نوبل للسلام عام 2006. ومن بين ست دراسات تمثيلية تم اختيارها من عينة تضم أكثر من 100 دراسة باعتبارها الأكثر سلامة من الناحية المنهجية، لم تجد خمس دراسات أي دليل على أن الائتمان الأصغر يقلل من الفقر.

#### الخلافات
لقد تم قبول الاشتراكية عبر التاريخ من العديد من المفكرين المسلمين، وقد قدم المسلمون وجهات نظر مختلفة حول هذه المدرسة. لقد رأوا بطريقة ما أن الاشتراكية والإسلام لا يتناقضان. في "إيران"، كان طبيعة "الاقتصاد الإسلامي" محل نزاع واسع النطاق من "الإيرانيين"، على سبيل المثال، اعتبر أحد الآراء حول النظام الاقتصادي الإسلامي "اقتصادًا اشتراكيًا" وقبلوه. ولكن من ناحية أخرى، كان هناك مسلمون أو مجموعات إسلامية أخرى اتخذت موقفا قويًّا ضد الاشتراكية. وبشكل عام، في إيران، هناك إيرانيون يتفقون أو يختلفون مع هذه الآراء. على سبيل المثال، هناك رأي آخر أدان كل "الإزمات" (الأخرى) باعتبارها محكوم عليها بالفشل.

#### إصلاح الأراضي
هناك قضية واحدة "غائبة عمومًا" عن الفكر الاقتصادي الإسلامي المعاصر (باستثناء سيد قطب) وعن العمل "سواء كان معتدلًا أو جذريًّا" وهي مسألة الإصلاح الزراعي. حتى أن المعارضة للإصلاح الزراعي لعبت دورًا في الانتفاضات الإسلامية (إيران 1963، أفغانستان 1978). يعتقد مراقب واحد على الأقل (أوليفييه روي) أن هذا يرجع في المقام الأول إلى أنه "يعني إعادة النظر في مفهوم الملكية"، وعلى وجه الخصوص "يثير تساؤلات حول الوقف، وهو الأوقاف التي تضمن عائداتها عمل المؤسسات الدينية". في جمهورية إيران الإسلامية، على سبيل المثال، تعد ممتلكات الأوقاف ضخمة للغاية (في مقاطعة خراسان، "50% من الأراضي المزروعة تنتمي إلى مؤسسة أستان قدس، التي تشرف على المكتبات الإسلامية والمخطوطات والأضرحة الإسلامية مثل ضريح ضريح الإمام الرضا في مشهد، وضريح الإمام أبي حامد الغزالي). ومن ثم فإن التشكيك في ملكية الوقف يعني التشكيك في "أساس الاستقلال المالي للملالي والمساجد"، وخاصة بين المسلمين الشيعة.

### مؤشر الأسهم الإسلامية
في يونيو/حزيران 2005، تعاونت مؤشرات داو جونز في مدينة نيويورك وشركة آر إتش بي للأوراق المالية في كوالالمبور لإطلاق "مؤشر ماليزيا الإسلامي" الجديد ـ وهو عبارة عن مجموعة من 45 سهمًا تُمثل شركات ماليزية تتوافق مع مجموعة متنوعة من المتطلبات القائمة على الشريعة الإسلامية. على سبيل المثال، يجب أن يكون إجمالي الديون والنقد بالإضافة إلى الأوراق المالية ذات الفائدة والحسابات المستحقة أقل من 33% من متوسط رأس المال على مدى 12 شهرًا الماضية.[بحاجة لمصدر] كما أن "المقامرة" على المشتقات المالية والخيارات، وعلى الاستثمار في الشركات التي تنتج المواد الإباحية أو لحم الخنزير هي أيضًا أمر غير مقبول ومُحرمة. تستخدم السندات الإسلامية، أو الصكوك، عوائد الأصول لدفع المستثمرين للامتثال لحظر الدين على الفائدة، ويتم تداولها حاليًا بشكل خاص في السوق خارج البورصة . في أواخر كانون الأول 2009 أعلنت بورصة ماليزيا أنها تدرس تمكين الأفراد من تداول الديون المتوافقة مع الشريعة الإسلامية في بورصتها كجزء من خطة لجذب مستثمرين جدد.

## طالع أيضًا
- الاقتصاد الإسلامي
- صندوق داو جونز الإسلامي [الإنجليزية]
- مؤشر داو جونز الإسلامي [الإنجليزية]

المصارف
- البنك الإسلامي للتنمية
- البنك الإسلامي الإيراني [الإنجليزية]
- بنك الإسلام ماليزيا
- بنك معاملات ماليزيا [الإنجليزية]
- بنك دبي الإسلامي
- البنك الإسلامي البريطاني
- بنك ميزان المحدود